# Mats Wiklund
Mats Wiklund, född 1958, är journalist och författare. Han har bland annat varit ledarskribent i Dagens Nyheter och var ordförande i Liberala studentförbundet mellan 1983 och 1984. Wiklund är sedan 2008 redaktör på Axess magasin. 
Wiklund skriver ofta om USA men har även författat en bok om Fredrik Reinfeldt.